# 廖正華
廖正華（?—?），四川省瀘州直隸州江安縣人，清朝政治人物、同進士出身。
光緒三年（1877年），参加丁丑科殿試，登進士三甲第40名。同年五月，改翰林院庶吉士。光绪六年四月，散館后，授翰林院檢討。